# 松浦発電所
松浦発電所（まつうらはつでんしょ）は、長崎県松浦市志佐町白浜免字開発2091-1に位置する九州電力の石炭火力発電所。

## 概要
九州電力初の海外炭を用いる大型火力発電所として開発が行われ、1989年6月に1号機が運転を開始した。隣接する電源開発松浦火力発電所と併せ「東洋一の石炭火力」と称されたこともある（2001年、2002年に中部電力碧南火力発電所4号機100万kW、5号機100万kWが運転開始したことにより、同発電所の出力は410万kWに達したため、以降はこちらが日本一の石炭火力発電所である）。
2001年4月には2号機の建設が開始されたが、2004年6月に工事を中断した。その後、2016年1月に工事を再開、運用開始時期は2020年6月（当初は2012年3月）とした。
その後2016年4月28日発表の平成28年度経営計画で予定よりも半年前倒しして2019年12月運転開始に変更された。

2019年6月に試運転を開始し12月20日に営業運転を開始した。
2020年12月29日、2号機のボイラー付属設備で不具合が発生、出力を50％に落としての運転を余儀なくされた。一方、この時期、異例の寒波が襲来して九州電力管内の需要量が過去最高を記録。2号機の不具合が、電力価格やLNGの調達価格が高騰した引き金の一つとなった。

## 発電設備
- 総出力：170万kW

1号機
定格出力：70万kW
使用燃料：石炭
蒸気条件：超臨界圧（Super Critical）
熱効率
　40.7%（高位発熱量基準）
　約43％（低位発熱量基準）
営業運転開始：1989年6月30日
2号機
定格出力：100万kW
使用燃料：石炭
蒸気条件：超々臨界圧（Ultra Super Critical）
熱効率：45％以上（低位発熱量基準）
試運転開始：2019年6月1日
営業運転開始：2019年12月20日